# لیلاکوه
لیله کوه، روستایی از توابع بخش مرکزی شهرستان لنگرود در استان گیلان ایران است. همچنین لیلا کوه یا به عبارت درست و مطابق با تمام متون تاریخی از جمله لغت نامه دهخدا و تاریخ گیلان رابینو «لیله کوه» یک منطقه توریستی و گردشگری زیباست که دامنه‌های این کوه امروزه تبدیل به قطب قهوه‌خانه‌ای گیلان شده‌است
در قدیم به آن لی لی کوه گفته می‌شد لی لی در زبان گیلکی بمعنی انعکاس نور آفتاب در آب است به دلیل مرداب‌های طبیعی که به دلیل اختلاف ارتفاع به صورت پله پله از مرداب شاکلایه (کیاکلایه) تا پای کوه امتداد داشته این نام را داشته ولی اکنون قدیمی‌های روستا اعم از پیرمرد و پیرزن آن را به گیلکی اصیل لیله کو می‌گویند با هجوم لغات فارسی به زبان گیلکی و تکلم اکثر مردم به زبان فارسی اسم لیلاکوه رواج یافته. شعر لیله کو اثر محمود پاینده به نظر بسیاری از کارشناسان از نو سروده‌های نیما یوشیج قدیمی تر محسوب می‌شود و الهام بخش شهریار در سرودن حیدر بابا بوده‌است. عالمان، ادیبان و شاعران متعددی در گذشته و حال همچون آخوند ملا غلامحسین لیله کوهی، آیت آ… حسن‌زاده لیله کوهی و رضا مقصدی لیله کوهی و… به این خطه منسوب هستند. خاندان همتی از قدیمی‌ترین فامیلی‌های این منطقه می‌باشد قدیمی‌ترین و تنها مزار پایین محله لیله کوه به بزرگ خاندان همتی تعلق دارد
.

## جمعیت
این روستا براساس سرشماری مرکز آمار ایران در سال ۱۳۸۵، جمعیت آن ۱٬۶۹۲ نفر (۴۷۷خانوار) بوده‌است.